# Дармштатијум
Дармштатијум (Ds, лат. darmstadtium), до 16. августа 2003. године под називом унуннилијум (Uun) [када је на 42. генералној скупштини IUPAC-а у Отави дато ново име], вероватно је прелазни метал. Име је добио по немачком граду Дармштату. До сада је добијено само неколико његових атома путем фузије изотопа олова и никла.
Дармштатијум је екстремно радиоактивни синтетички хемијски елемент. Најстабилнији познати изотоп му је дармштатијум-281, чије време полураспада износи око десет секунди. Овај елемент први пут је синтетисан 1994. године у Центру за истраживање тешких јона GSI Хелмхолц у близини немачког града Дармштата, по којем је и добио име. У периодном систему налази се у d-блоку трансактиноидних елемената. Члан је седме периоде ПСЕ а налази се у 10. групи хемијских елемената, иако нису проведени хемијски експерименти којим би се доказало да се дармштатијум понаша као тежи хомолог платине у групи 10, односно као осми члан  серије прелазних метала. Израчуни показују да би дармштатијум требао имати сличне особине као његови лакши хомолози: никл, паладијум и платина.

## Историја

### Откриће
Дармштатијум је први пут добијен 9. новембра 1994. године на Институту за истраживање тешких јона (нем. Gesellschaft für Schwerionenforschung, GSI) у Дармштату, Немачка. Синтетисали су га научници Петер Армбрустер и Готфрид Минценберг, а Сигурд Хофман је био вођа тима. Тим научника је бомбардовао мету сачињену од изотопа олова-208 са убрзаним језгрима изотопа никла-62 у убрзивачу тешких јона. При том су успели да детектују један атом изотопа дармштатијума-269:
208
82 + 62
28 → 269
110 + 1
0
Током исте серије експеримената, исти тим је такође извео реакцију, али помоћу тежих јона никла, односно изотопа Ni-64. Током два покушаја, доказан је настанак девет атома изотопа 271Ds, путем корелације особина познатих изотопа на које се овај изотоп даље распао:
208
82 + 64
28 → 271
110 + 1
0
Пре ових експеримената, покушаји синтезе овог елемента 1986. и 1987. на Заједничком институту за нуклеарна истраживања у Дубни, Русија (тада у СССР) нису успели, а поновљени су на GSI 1990. године. Осим тога, извршени су покушаји 1995. године на Националној лабораторији Ловренс Беркли где су запажени знакови који су сугерисали, али не и недвосмислено доказивали, да постоји нови изотоп 267 настао бомбардовањем бизмута 209Bi јонима кобалта 59, док су слични недоказани покушаји 1994. изведени на JINR показали знакове да је настао изотоп 273Ds у нуклеарној реакцији плутонијума 244Pu и сумпора 34S. Сваки тим научника предложио је властито име за елемент 110: амерички тим предложио је хахнијум по научнику Хану, покушавши да реши ситуацију око елемента 105 (дубнијум, за који су дуго времена тражили да се овако назове), док је руски тим предложио име берклијум по Анрију Бекерелу, а немачки тим дармштатијум по истоименом граду, где се налази њихов истраживачки институт. Заједничка комисија IUPAC/IUPAP (JWP) исказала је част немачком тиму при GSI као откривачима новог елемента у свом извјештају из 2001, чиме су њима дали првенство за давање имена елементу.

### Именовање
Користећи Мендељејеву номенклатуру за неименоване и неоткривене елементе, дармштатијум је био познат под називом ека-платина. Године 1979. IUPAC је објавио своје препоруке према којим се елемент требао звати унунилијум (заједно са одговарајућим симблом Uun), што представља привремено, систематско име за елемент до његовог званичног открића (и потврде тог открића), након чега се приступа одлучивању о сталном имену. Иако се доста користило у научној заједници на свим нивоима, од катедри за хемију до напредних књига и приручника, препоруке IUPAC су врло често игнорисане међу научницима из ове области, који су га звали „елемент 110”, са симболом E110, (110) или често само 110.
Назив дармштатијум (Ds) предложио је тим GSI у част града Дармштата, где је елемент званично откривен. Првобитно је немачки тим разматрао и назив wixhausij за овај елемент, према називу предграђа Дармштата познатог као Виксхаусен где се налази GSI институт, али је ипак прихваћен данашњи назив дармштатијум. Ново име за елемент званично је одобрио IUPAC 16. аугуста 2003. године. Такође, постојали су и неки смешни и необични предлози попут назива полицијум, пошто је у Немачкој 110 број телефона за хитне полицијске случајеве.

## Особине

### Хемијске
Дармштатијум је осми члан  серије прелазних метала. Од када је доказано да је коперницијум (елемент 112) прелазни метал, научници су очекивали да ће сви елементи почев од атомског броја 104 до 111 наставити четврту серију прелазних метала, са дармштатијумoм као делом платинске групе метала, и могућим племенитим металом. Прорачуни његових потенцијала јонизације те атомског и јонског радијуса показали су да су они слични као и код његовог хомолога платине, што је указивало да би основне особине дармштатијума могле бити доста сличне онима код других елемената 10. групе: никла, паладијума и платине.
Међутим, предвиђања о могућим хемијским особинама дармштатијума нису привукла значајнију пажњу међу научницима. За дармштатијум се очекује да би могао бити племенити метал. На основу најстабилнијих оксидациони стања лакших елемената из 10. групе, предвиђена оксидациона стања дармштатијума могла би бити +6, +4 и +2, мада се предвиђа да би најстабилније стање у воденим растворима могло бити неутрално стање. Поређења ради, познато је да само паладијум и платина могу имати највише оксидационо стање у групи, +6, док су најстабилнија стања за никл и паладијум +4 и +2. Даље, очекује се да би максимална оксидациона стања елемената од боријума (елемент 107) до дармштатијума (110) могла бити стабилна у гасовитом стању, али не и у воденом раствору. За једињење дармштатијум хексафлуорид (6) предвиђа се да би могао имати сличне особине као и његов лакши хомолог платина хексафлуорид (6), са веома сличним електронским структурама и јонизацијским потенцијалима. Такође, очекује се да би имао и сличну октаедарску геометрију молекула као и 6. Остала претпостављена једињења дармштатијума су дармштатијум-карбид (DsC) и дармштатијум-тетрахлорид DsCl
4, за која се очекује да би се могли понашати као њихови лакши хомолози. За разлику од платине, која преференцијално гради цијанидне комплексе са оксидационим стањем +2, Pt(CN)2, за дармштатијум се очекује да преференцијално остане у свом неутралном стању и гради Ds(CN)2−
2, са веома снажном Ds–C везом и карактером неких вишеструких веза.

### Физичке и атомске
За дармштатијум се очекује да је у чврстом агрегатном стању у нормалним условима температуре и притиска те да се кристализује у кубној просторно-центрираној структури, за разлику од својих лакших конгенера који се кристализују у кубној просторно-центрираној структури, из разлога што се очекује да дармштатијум има различите густине електронског набоја од својих лакших конгенера. Очекује се да би дармштатијум могао бити веома тешки метал, густине од око 34,8 3. Најгушћи познати елемент чија је густина прецизно измерена је осмијум са „само” 22,61 3. Ове проћене за дармштатијум полазе од његове велике атомске тежине, ефекта контракције лантаноида и актиноида и релативистичких ефеката квантне хемије, али проблем лежи у чињеници да би производња довољних количина дармштатијума како би се измерила његова густина била веома непрактична, а узорак би се врло брзо распао на друге елементе.
Прорачуни електронске конфигурације дармштатијума показују да би она могла бити , чиме се поштује Aufbau princip, а не следи спољну електронску конфигурацију платине која гласи . Ово се објашњава релативистичком стабилизацијом електронског пара  дуж целе седме периоде, тако да се за нити један елемент од атомског броја 104 до 112 не очекује да њихове електронске конфигурације нарушавају Aufbau принцип. Процењује се да би атомски радијус дармштатијума могао износити око 132 .

### Изотопи
Дармштатијум нема стабилних изотопа нити изотопа који се јављају у природи. До данас у лабораторијама је синтетизовано неколико радиоактивних изотопа, било фузијом два атома или испитивањем ланца распада тежих синтетичких елемената. Откривено је и доказано девет различитих изотопа дармштатијума са атомским масама 267, 269–271, 273, 277 и 279–281, иако постојање изотопа Ds-267 и Ds-280 до данас није потврђено. За два изотопа, Ds-270 и Ds-271, познато је да имају метастабилна стања. Већина ових изотопа распада се претежно алфа-распадом, мада се неки распадају и спонтаном фисијом.

### Стабилност и време полураспада
Сви изотопи елемента су екстремно нестабилни и радиоактивни, а генерално су тежи изотопи незнатно стабилнији од лакших. Најстабилнији до данас познати изотоп дармштатијума је 281Ds, уједно је и најтежи познати изотоп. Његово време полураспада износи 11 секунди. Изотоп 279Ds има време полураспада од 0,18 секунди. Осталих шест изотопа као и два метастабилна стања имају времена полураспада која се крећу од једне микросекунде до 70 милисекунди. За неке непознате изотопе у овом региону табеле нуклида, попут 272 и 274–276, предвиђа се да могли имати „релативно” дужа времена полураспада у распону од неколико секунди. Пре његовог открића, за изотоп 277 се предвиђало да би могао имати време полураспада од око пет секунди, али након открића измерено време полураспада износило је само 5,7 милисекунди. Слично томе, за изотоп 280 је такође раније претпостављено да би његово време полураспада могло износити око 11 секунди, али је једном студијом из 2015. откривено постојање „кћерке” изотопа 280 која се распада електронским захватом а време полураспада износило му је краће од секунде. Студије из 2014. и 2016. пронашле су исти изотоп као могућу „кћерку” изотопа 284 која се распада алфа распадом а време полураспада му износи око 6,7 .
За неоткривени изотоп 284 предвиђа се да би био најстабилнији и да би се могао распадати бета распадом; међутим, до данас није познат нити један изотоп дармштатијума који се распада овим распадом. Теоретски прорачуни модела квантног тунела дали су експерименталне податке времена полураспада алфа распадом за, до данас, познате изотопе елемента. Такође се предвиђа да би се, још неоткривени, изотоп 294Ds, који има магични број неутрона (184), могао распадати алфа распадом и имати време полураспада у распону од око 311 година, а истим приступом предвиђања показују да би се „немагични” изотоп 293Ds могао такође распадати алфа распадом са временом полураспада у распону од око 3.500 година.